# Angaeus
Genre
Synonymes
- Paraborboropactus Tang & Li, 2009

Angaeus est un genre d'araignées aranéomorphes de la famille des Thomisidae.

## Distribution
Les espèces de ce genre se rencontrent en Asie de l'Est, en Asie du Sud-Est et en Asie du Sud.

## Liste des espèces
Selon World Spider Catalog (version 23.0, 27/05/2022) :
- Angaeus canalis (Tang & Li, 2010)
- Angaeus christae Benjamin, 2013
- Angaeus comatulus Simon, 1909
- Angaeus lenticulosus Simon, 1903
- Angaeus liangweii (Tang & Li, 2010)
- Angaeus pentagonalis Pocock, 1901
- Angaeus pudicus Thorell, 1881
- Angaeus rhombifer Thorell, 1890
- Angaeus rhombus (Tang & Li, 2009)
- Angaeus verrucosus Benjamin, 2017
- Angaeus xieluae Liu, 2022
- Angaeus zhengi (Tang & Li, 2009)

## Systématique et taxinomie
Ce genre a été décrit par Thorell en 1881 dans les Thomisidae.
Paraborboropactus a été placé en synonymie par Benjamin en 2013.

## Publication originale
- Thorell, 1881 : « Studi sui Ragni Malesi e Papuani. III. Ragni dell'Austro Malesia e del Capo York, conservati nel Museo civico di storia naturale di Genova. » Annali del Museo Civico di Storia Naturale di Genova, vol. 17, p. 1-727 (texte intégral).